# Aenictus reyesi
Aenictus reyesi är en myrart som beskrevs av Chapman 1963. Aenictus reyesi ingår i släktet Aenictus och familjen myror. Inga underarter finns listade i Catalogue of Life.